# Sinzing
Sinzing è un comune tedesco di 6 821 abitanti, situato nel land della Baviera.